# Данишин (платформа)
Данишин (пол. Daniszyn) — остановочный пункт в селе Данишин в гмине Острув-Велькопольский, в Великопольском воеводстве Польши. Имеет 2 платформы и 2 пути.
Остановочный пункт (платформа) на железнодорожной линии Лодзь-Калиская — Форст, построен в 1888 году, когда эта территория была в составе Германской империи.